# Kötz
Kötz er en kommune i Landkreis Günzburg i Regierungsbezirk Schwaben i den tyske delstat Bayern. Den er administrationsby i Verwaltungsgemeinschaft Kötz.

## Geografi
Kötz ligger i Region Donau-Iller.
Kommunen består af de tidligere selvstændige kommuner Ebersbach, Großkötz og Kleinkötz. Großkötz og Kleinkötz, blev lagt sammen i 1972, og Ebersbach blev indlemmet i 1978.

## Historie
Großkötz hørte indtil 1806 under det østrigske Markgrevskab Burgau.